# Bolandoz
Bolandoz település Franciaországban, Doubs megyében. Lakosainak száma 379 fő (2022. január 1.). Bolandoz Flagey, Reugney, Silley-Amancey, Déservillers és Levier községekkel határos.

## Népesség
A település népességének változása:
| Lakosok száma | 294  | 294  | 316  | 332  | 372  | 385  | 372  | 373  | 377  | 379  |
|               | 1968 | 1982 | 1990 | 2006 | 2013 | 2015 | 2017 | 2019 | 2020 | 2022 |